# Ionuț Voicu
Ionuț Cosmin Voicu (* 2. August 1984 in Bukarest) ist ein rumänischer ehemaliger Fußballspieler.

## Karriere
Voicu kam im Alter von 18 Jahren zu seinem ersten Einsatz in der Divizia A, als er am letzten Spieltag der Spielzeit 2002/03 auflief. Nach Saisonende wechselte er zu Rarora Râmnicu Vâlcea in die Divizia B. Im Jahr 2004 musste er mit seinem Team absteigen und wechselte daraufhin zum Ligakonkurrenten Rulmentul Alexandria. Auch mit seinem neuen Klub konnte er nicht den Klassenverbleib sichern, so dass er zu Inter Gaz Bukarest weiterzog. Auch hier musste er am Saisonende die Liga verlassen.
Im Jahr 2006 nahm der FC Brașov Voicu unter Vertrag. Dort beendete er die Saison 2007/08 auf dem ersten Platz und stieg in die Liga 1 auf. Dort wurde er zur Stammkraft und schaffte mit dem Klub den Klassenerhalt. Im Sommer 2011 verließ er Brașov und heuerte bei Aufsteiger CS Mioveni an. Dort endete die Spielzeit 2011/12 mit dem Abstieg in die Liga II. Anschließend nahm ihn Rapid Bukarest unter Vertrag. Mit Rapid musste er im Jahr 2013 in die Liga II absteigen. Ein Jahr später gelang der sofortige Wiederaufstieg. Im Sommer 2014 wurde er für ein Jahr an CSMS Iași ausgeliehen. Im Sommer 2015 nahm ihn CSMS fest unter Vertrag.

## Erfolge
- Aufstieg in die Liga 1: 2008, 2014